# Robin Schuster (Fußballspieler)
Robin Schuster (* 24. April 1987 in Bietigheim-Bissingen) ist ein ehemaliger deutscher Fußballspieler. Er stand zuletzt bei der SG Sonnenhof Großaspach unter Vertrag.

## Karriere
2007 wechselte Schuster von der Jugend des FV Löchgau ebenso wie sein Bruder Julian zwei Jahre zuvor zur zweiten Mannschaft des VfB Stuttgart. Vor der Saison 2008/09 absolvierte Robin Schuster die komplette Vorbereitung mit der ersten Mannschaft des VfB und war zu Beginn der Spielzeit bei einigen Pflichtspielen im Kader der Bundesligamannschaft.
Sein Profidebüt gab Schuster am 23. August 2008, dem vierten Spieltag der Saison 2008/09, für den VfB II in der 3. Liga gegen Dynamo Dresden.
Im Juli 2009 wechselte Robin Schuster zum SC Freiburg, dort trainierte er zunächst mit der Profimannschaft. Nach 25 Einsätzen für die zweite Mannschaft der Freiburger in der Saison 2009/10 kam er verletzungsbedingt in der Hinrunde 2010/11 zu keinem Einsatz. Am 17. Januar 2011 wechselte Robin Schuster zur SG Sonnenhof Großaspach. Der zum 30. Juni 2016 auslaufende Vertrag wurde im Einverständnis zwischen ihm und dem Verein nicht verlängert.
Seit Oktober 2016 ist Robin Schuster Gesellschafter und Geschäftsführer der Spielerberater-Agentur „Vida11“. 

## Familie
Schusters Bruder Julian war ebenfalls Fußballspieler und ist seit Juli 2024 Cheftrainer des SC Freiburg. Der ehemalige Fußballprofi Benedikt Röcker ist sein Cousin.